# روسا رادوم
روسا رادوم (بالبولندية: Rosa Radom) هو فريق كرة سلة بولندي للمحترفين تأسس في سنة 2003 يقع مقره في رادوم. ينافس في الدوري البولندي لكرة السلة ودوري أبطال أوروبا لكرة السلة.

## الإنجازات
الدوري البولندي لكرة السلة
- الوصافة (1): 2015–16
- المركز الرابع (2): 2013–14، 2014–15

كأس بولندا لكرة السلة
- البطولة (1): 2016
  - الوصافة (1): 2015

كأس السوبر البولندية لكرة السلة
- الفوز (1): 2016

## وصلات خارجية
- الموقع الرسمي